# Zisterzienserinnenabtei Licata
Die Zisterzienserinnenabtei Licata war vom 16. Jahrhundert bis 1866 ein Kloster der Zisterzienserinnen in Licata, Region Sizilien, in Italien.

## Geschichte
Das im 16. Jahrhundert 40 Kilometer südöstlich von Agrigent in Licata gegründete Zisterzienserinnenkloster Santa Maria del Soccorso („Maria Hilf“, nicht zu verwechseln mit dem gleichnamigen Kloster in Caccuri) wurde im 17. und 18. Jahrhundert erweitert und restauriert. 1866 kam es im Zuge der Aufhebung aller Klöster durch den italienischen Staat zur Auflösung. Die Klostergebäude, bekannt unter dem Namen „Badia“, beherbergen heute eine Schule, sowie seit 1995 das Archäologische Museum von Licata (Museo Archeologico Regionale della Badia). Ferner erinnert die Straße Via Badia an das Kloster.

### Handbuchliteratur
- Laurent Henri Cottineau: Répertoire topo-bibliographique des abbayes et prieurés. Bd. 1. Protat, Mâcon 1939–1970. Nachdruck: Brepols, Turnhout 1995. Spalte 1601 (Licata, Benediktinerinnen).
- Bernard Peugniez: Le Guide Routier de l’Europe Cistercienne. Editions du Signe, Straßburg 2012, S. 742 (Licata, Del Soccorso).
- Gereon Christoph Maria Becking: Zisterzienserklöster in Europa. Kartensammlung. Lukas Verlag Berlin 2000, ISBN 3-931836-44-4, Blatt 105D (Del Soccorso).